# SNCAO CAO.700
Le SNCAO CAO.700 est un avion militaire de la Seconde Guerre mondiale français. Ce monoplan à aile médiane, de construction entièrement métallique, avait un équipage de cinq hommes. Il effectua son premier vol le 24 juin 1940, deux jours après la signature à Rethondes de l’armistice franco-allemand, trop tard pour participer à la bataille de France.

### Aéronefs comparables
- Boeing B-17
- Focke-Wulf Fw 200
- Handley Page Halifax
- Short Stirling